# Esa tristeza
Esa tristeza es el primer disco solista de Laura Canoura. Fue publicado en vinilo y casete  por el sello Orfeo en 1985.
Uno de los ejemplos que tomó este álbum fue el disco de Diane Denoir y Eduardo Mateo, Diane Denoir, que incluye también el tema Esa tristeza. Canoura rescata el estilo intimista de Denoir y también de Vera Sienra. Por otra parte, también hay influencias de cantantes brasileñas como Elis Regina y Gal Costa.
El álbum tiene en su sustento tres pilares: la voz de Laura Canoura, con un timbre grave y con la capacidad de pasar de un canto intimista a uno desbordante; la producción artística y los arreglos de Jaime Roos y la elección de un repertorio de artistas uruguayos contemporáneos —con la excepción de Se me olvidó que te olvidé, compuesta por la mexicana Lolita de la Colina—.
«Detrás del miedo» es la única coautoría de Laura en el disco —con Fernando Cabrera— y fue la canción más difundida, que se convirtió en un clásico del repertorio de la artista.
Si bien en su salida fue un disco con no mucha repercusión, posteriormente, cuando la carrera de la artista despegó, fue un éxito en ventas.

## Lista de canciones
| Lado A |                      |                                     |          |  |
| N.º    | Título               | Escritor(es)                        | Duración |  |
| 1.     | «Esa tristeza»       | Eduardo Mateo                       |          |  |
| 2.     | «Piropo»             | Jaime Roos                          |          |  |
| 3.     | «Detrás del miedo»   | Laura Canoura - Fernando Cabrera    |          |  |
| 4.     | «Sueño del escritor» | Eduardo Mateo - Estela Magnone      |          |  |
| 5.     | «Trama»              | Eduardo Darnauchans - Mauricio Ubal |          |  |

| Lado B |                              |                                       |          |  |
| N.º    | Título                       | Escritor(es)                          | Duración |  |
| 1.     | «Se me olvidó que te olvidé» | Lolita de la Colina                   |          |  |
| 2.     | «Ya era»                     | J. Silvera                            |          |  |
| 3.     | «Mitad»                      | Mauricio Ubal                         |          |  |
| 4.     | «Mejor así»                  | G. Martínez - Estela Magnone          |          |  |
| 5.     | «Un son»                     | Washington Benavides - Jorge Galemire |          |  |

## Reediciones
- Fue reeditado en CD en 1991 por el sello EMI-Orfeo junto al álbum Puedes oírme, segundo disco de la artista.